# Nina Tangri
Pour les articles homonymes, voir Tangri.
Nina Tangri est une femme politique provinciale canadienne de l'Ontario. Elle est députée provinciale progressiste-conservatrice de la circonscription ontarienne de Mississauga—Streetsville depuis 2018,.

## Biographie
Née dans le Yorkshire du Sud en Angleterre, Tangri est courtière en assurance de profession.

### Carrière politique
Avant de devenir députée provinciale de Mississauga—Streetsville, elle est candidate progressiste-conservatrice dans Mississauga-Ouest en 2003 sur la scène provinciale, conservatrice dans Mississauga-Ouest en 2004 sur la scène fédérale, à nouveau comme progressiste-conservatrice dans Mississauga—Streetsville en 2007 et en 2014 sur la scène provinciale.
Depuis son élection, Tangri est assistante parlementaire du ministre du Développement économique, de la Création d'emplois et du Commerce, Vic Fedeli de juin 2019 à juin 2021 et ministre associée pour les Petites entreprises et pour la Réduction de la bureaucratie de juin 2021 à juin 2022.